# Roquefort (Lot-et-Garonne)
Pour les articles homonymes, voir Roquefort.
Roquefort (Recahòrt en gascon) est une commune du Sud-Ouest de la France, située dans le département de Lot-et-Garonne (région Nouvelle-Aquitaine).
Ses habitants sont appelés les Roquefortais et Roquefortaises.

## Géographie

### Localisation

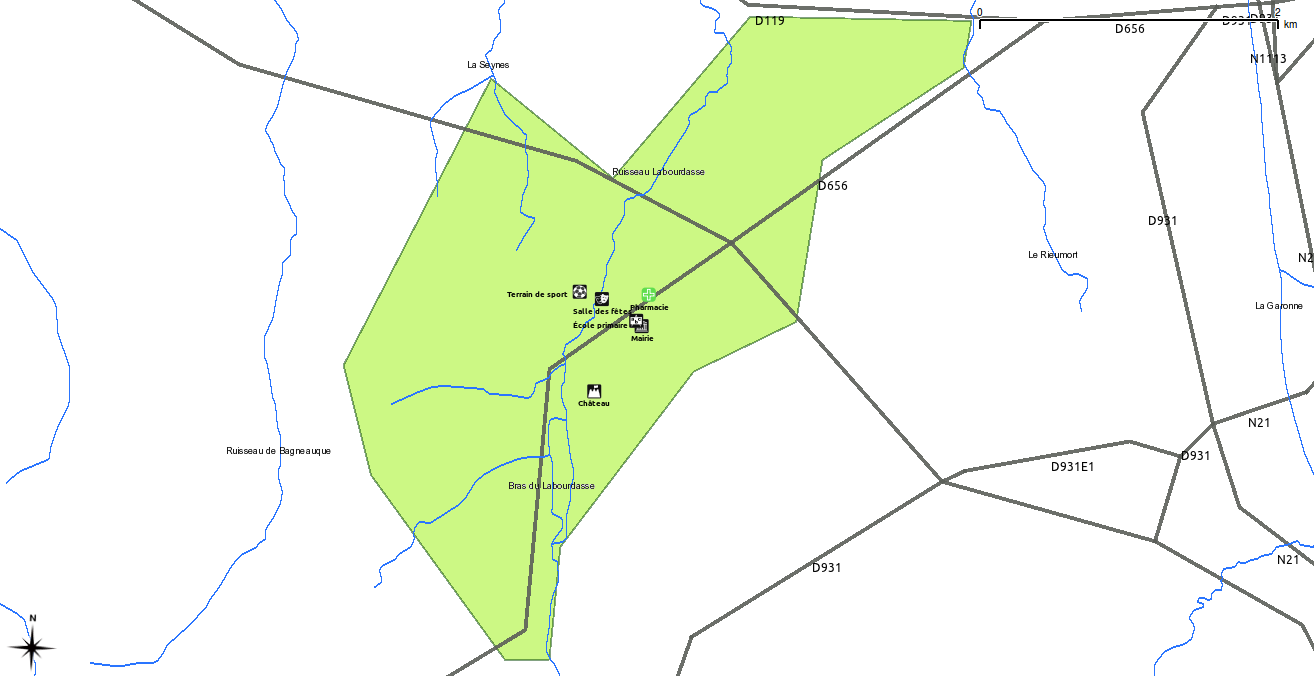
Carte du village et de ses principaux services.

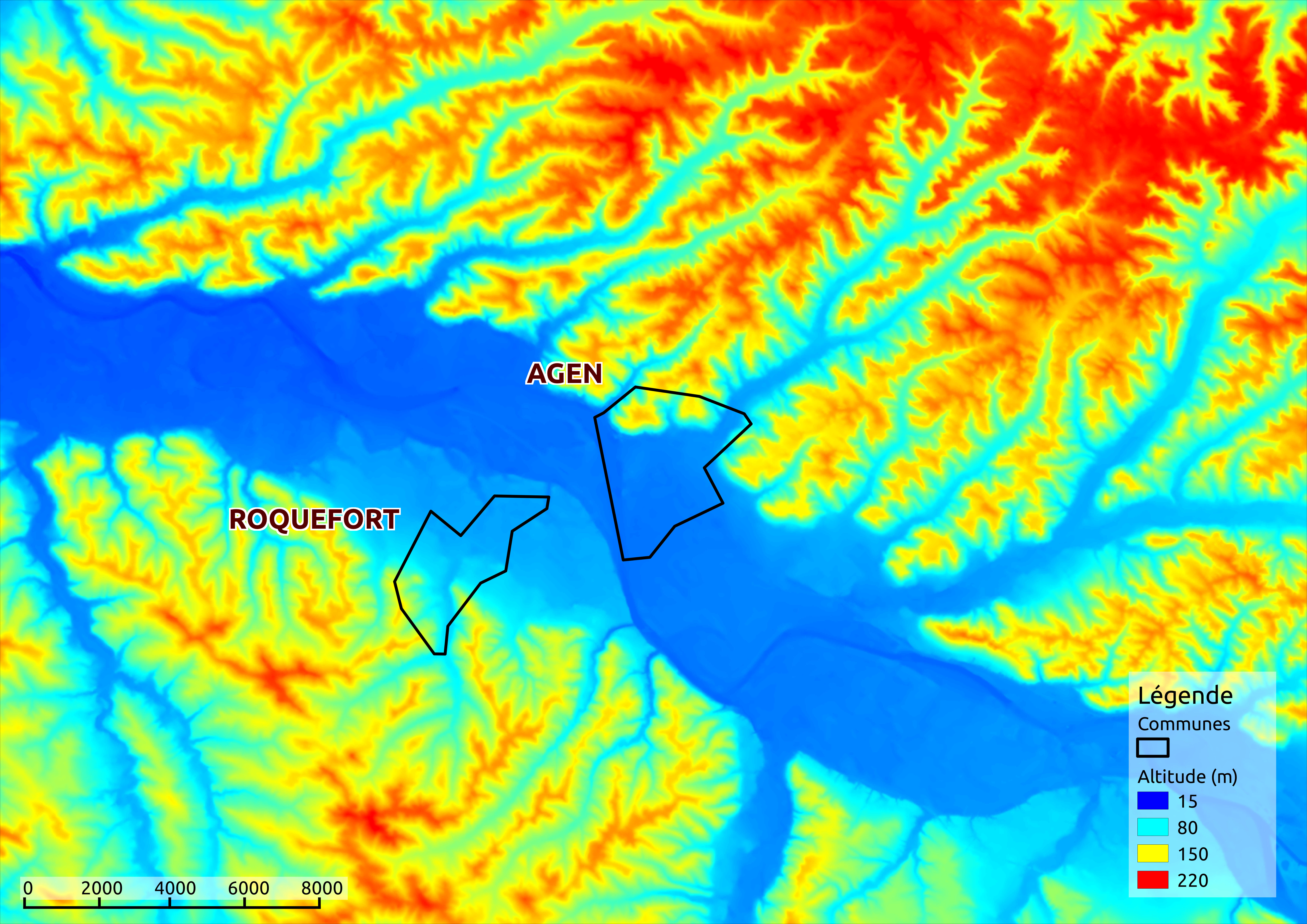
Le village de Roquefort au cœur du relief lot-et-garonnais.

Commune de l'aire d'attraction d'Agen située dans son unité urbaine à une dizaine de kilomètres au sud-ouest d'Agen, en Agenais en limite du Bruilhois.

### Communes limitrophes
Les communes limitrophes sont Brax, Aubiac, Estillac, Laplume, Le Passage et Sainte-Colombe-en-Bruilhois.
|                             | Brax      | Le Passage |
| Sainte-Colombe-en-Bruilhois | Roquefort | Estillac   |
| Laplume                     | Aubiac    |            |

### Climat
Pour des articles plus généraux, voir Climat de la Nouvelle-Aquitaine et Climat de Lot-et-Garonne.
Historiquement, la commune est exposée à un climat océanique aquitain.  
En 2020, Météo-France publie une typologie des climats de la France métropolitaine dans laquelle la commune est exposée à un climat océanique altéré et est dans la région climatique Aquitaine, Gascogne, caractérisée par une pluviométrie abondante au printemps, modérée en automne, un faible ensoleillement au printemps, un été chaud (19,5 °C), des vents faibles, des brouillards fréquents en automne et en hiver et des orages fréquents en été (15 à 20 jours).
Pour la période 1971-2000, la température annuelle moyenne est de 12,9 °C, avec une amplitude thermique annuelle de 15,2 °C. Le cumul annuel moyen de précipitations est de 791 mm, avec 10,3 jours de précipitations en janvier et 6,7 jours en juillet. Pour la période 1991-2020, la température moyenne annuelle observée sur la station météorologique la plus proche, située sur la commune d'Estillac à 2 km à vol d'oiseau, est de 13,8 °C et le cumul annuel moyen de précipitations est de 708,2 mm,. Pour l'avenir, les paramètres climatiques de la commune estimés pour 2050 selon différents scénarios d’émission de gaz à effet de serre sont consultables sur un site dédié publié par Météo-France en novembre 2022.

## Urbanisme

### Typologie
Au 1er janvier 2024, Roquefort est catégorisée ceinture urbaine, selon la nouvelle grille communale de densité à sept niveaux définie par l'Insee en 2022.
Elle appartient à l'unité urbaine d'Agen, une agglomération intra-départementale regroupant 16  communes, dont elle est une commune de la banlieue,,. Par ailleurs la commune fait partie de l'aire d'attraction d'Agen, dont elle est une commune de la couronne,. Cette aire, qui regroupe 81 communes, est catégorisée dans les aires de 50 000 à moins de 200 000 habitants,.

### Occupation des sols

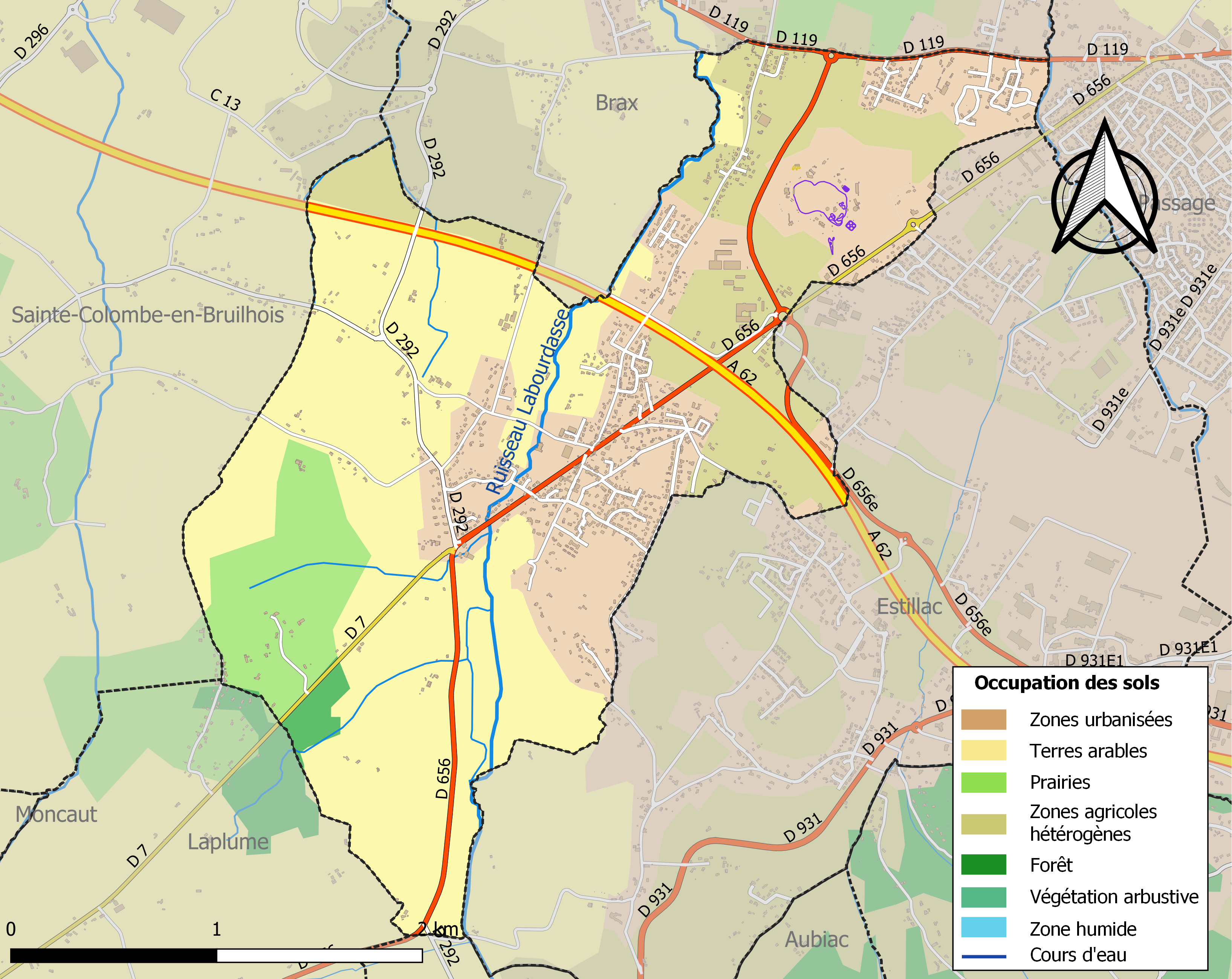
Carte des infrastructures et de l'occupation des sols de la commune en 2018 (CLC).

L'occupation des sols de la commune, telle qu'elle ressort de la base de données européenne d’occupation biophysique des sols Corine Land Cover (CLC), est marquée par l'importance des territoires agricoles (71,2 % en 2018), en diminution par rapport à 1990 (91,7 %). La répartition détaillée en 2018 est la suivante : 
terres arables (44,4 %), zones urbanisées (23,9 %), zones agricoles hétérogènes (18,5 %), prairies (8,1 %), espaces verts artificialisés, non agricoles (3,8 %), forêts (1,2 %), cultures permanentes (0,1 %). L'évolution de l’occupation des sols de la commune et de ses infrastructures peut être observée sur les différentes représentations cartographiques du territoire : la carte de Cassini (XVIIIe siècle), la carte d'état-major (1820-1866) et les cartes ou photos aériennes de l'IGN pour la période actuelle (1950 à aujourd'hui).

### Risques majeurs
Le territoire de la commune de Roquefort est vulnérable à différents aléas naturels : météorologiques (tempête, orage, neige, grand froid, canicule ou sécheresse), inondations, mouvements de terrains et séisme (sismicité très faible). Il est également exposé à un risque technologique,  le transport de matières dangereuses. Un site publié par le BRGM permet d'évaluer simplement et rapidement les risques d'un bien localisé soit par son adresse soit par le numéro de sa parcelle.

#### Risques naturels
La commune fait partie du territoire à risques importants d'inondation (TRI) d’Agen, regroupant 20 communes concernées par un risque de débordement de la Garonne, un des 18 TRI qui ont été arrêtés fin 2012 sur le bassin Adour-Garonne. Les événements antérieurs à 2014 les plus significatifs sont les crues de 1435, 1875, 1930, 1712, 1770 et 1952. Des cartes des surfaces inondables ont été établies pour trois scénarios : fréquent (crue de temps de retour de 10 ans à 30 ans), moyen (temps de retour de 100 ans à 300 ans) et extrême (temps de retour de l'ordre de 1 000 ans, qui met en défaut tout système de protection). La commune a été reconnue en état de catastrophe naturelle au titre des dommages causés par les inondations et coulées de boue survenues en 1982, 1995, 1999, 2008, 2009 et 2021,.
Les mouvements de terrains susceptibles de se produire sur la commune sont des affaissements et effondrements liés aux cavités souterraines (hors mines) et des tassements différentiels. Afin de mieux appréhender le risque d’affaissement de terrain, un inventaire national permet de localiser les éventuelles cavités souterraines sur la commune.

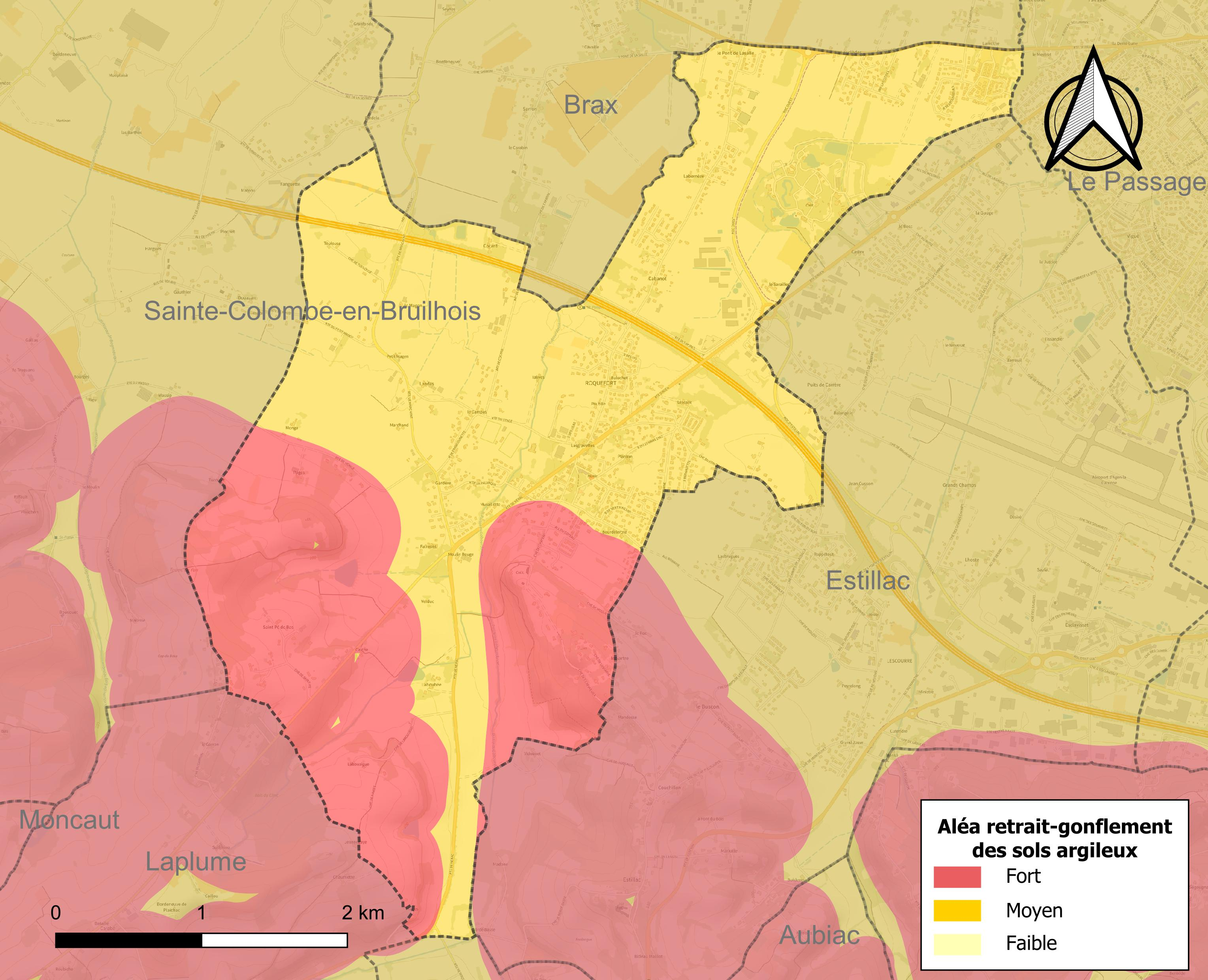
Carte des zones d'aléa retrait-gonflement des sols argileux de Roquefort.

Le retrait-gonflement des sols argileux est susceptible d'engendrer des dommages importants aux bâtiments en cas d’alternance de périodes de sécheresse et de pluie. La totalité de la commune est en aléa moyen ou fort (91,8 % au niveau départemental et 48,5 % au niveau national). Depuis le 1er octobre 2020, en application de la loi ELAN, différentes contraintes s'imposent aux vendeurs, maîtres d'ouvrages ou constructeurs de biens situés dans une zone classée en aléa moyen ou fort,.
Concernant les mouvements de terrains, la commune a été reconnue en état de catastrophe naturelle au titre des dommages causés par la sécheresse en 1989, 2002, 2003, 2005, 2006, 2011, 2012 et 2017 et par des mouvements de terrain en 1999.

## Histoire

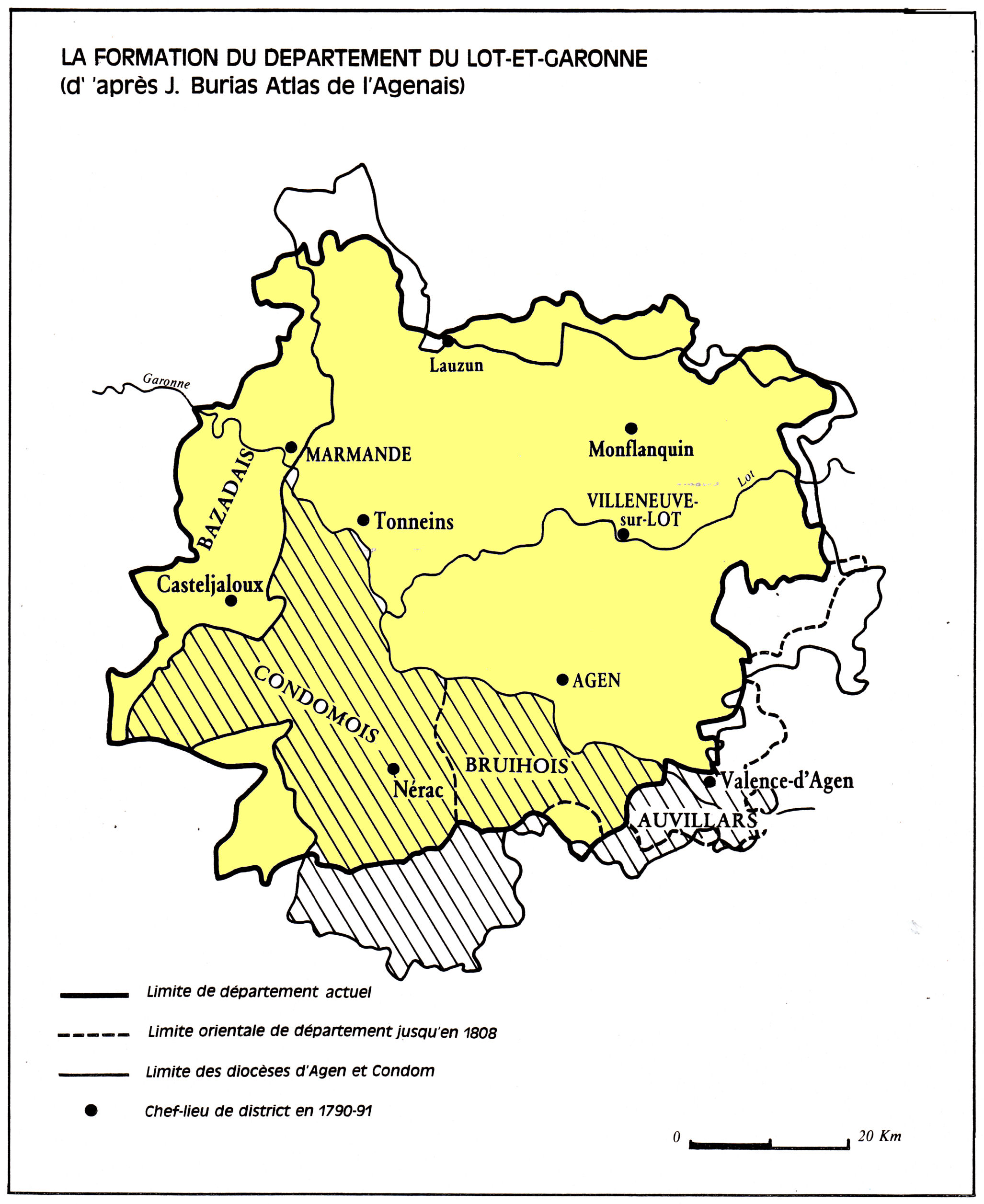
Bruilhois.

La commune de Roquefort accueillit des habitants de Lemud, en Moselle, expulsés par les Allemands à l'automne 1940. Le village voisin de Laplume en accueillit aussi.

## Politique et administration

### Liste des maires
| Période                                  | Période       | Identité            | Étiquette | Qualité      |
| ---------------------------------------- | ------------- | ------------------- | --------- | ------------ |
| Les données manquantes sont à compléter. |               |                     |           |              |
|                                          |               |                     |           |              |
| mars 2001                                | mai 2020      | Jean-Pierre Pin     | DVD       | Retraité DDE |
| mai 2020                                 | novembre 2020 | Jean-Louis Chau-Van |           |              |
| novembre 2020                            | avril 2021    | Alain Zanardo       |           |              |
| avril 2021                               | En cours      | Patrice Fournier    |           |              |

## Démographie
| 1793 | 1800 | 1806 | 1821 | 1831 | 1836 | 1841 | 1846 | 1851 |
| ---- | ---- | ---- | ---- | ---- | ---- | ---- | ---- | ---- |
| 292  | 271  | 328  | 300  | 308  | 303  | 306  | 301  | 317  |

| 1856 | 1861 | 1866 | 1872 | 1876 | 1881 | 1886 | 1891 | 1896 |
| ---- | ---- | ---- | ---- | ---- | ---- | ---- | ---- | ---- |
| 305  | 302  | 302  | 292  | 251  | 272  | 284  | 290  | 292  |

| 1901 | 1906 | 1911 | 1921 | 1926 | 1931 | 1936 | 1946 | 1954 |
| ---- | ---- | ---- | ---- | ---- | ---- | ---- | ---- | ---- |
| 276  | 275  | 256  | 253  | 269  | 289  | 305  | 304  | 307  |

| 1962 | 1968 | 1975 | 1982 | 1990 | 1999  | 2005  | 2006  | 2010  |
| ---- | ---- | ---- | ---- | ---- | ----- | ----- | ----- | ----- |
| 383  | 497  | 573  | 737  | 980  | 1 198 | 1 566 | 1 612 | 1 767 |

| 2015  | 2020  | 2022  | - | - | - | - | - | - |
| ----- | ----- | ----- | - | - | - | - | - | - |
| 1 820 | 2 126 | 2 091 | - | - | - | - | - | - |

Elle fait partie de l’arrondissement d’Agen et de son aire urbaine qui compte une population de 103 715 habitants.

## Lieux et monuments
- Parc d'attractions Walibi Sud-Ouest, anciennement château de Caudoin.
- Château de Roquefort inscrit au titre des monuments historiques en 2001.
- Église Saint-Jacques de Roquefort.

## Activités et économie
La commune de Roquefort-sur-Garonne est le lieu d'implantation du siège social du groupe Fonroche Énergie, œuvrant dans les énergies renouvelables. L'établissement de cette société, dans la zone d'activité Commerciale des Champs de Lescaze, a fait l'objet de réserves de Réseau Ferré de France. Il était en effet prévu que le terrain concerné accueille un passage de la ligne Ter reliant Roquefort et le centre-ville d'Agen. Toutefois, Fonroche Energies a obtenu l'autorisation de s'installer.
Le groupe Fonroche a vendu en 2017 une partie de son activité, devenue sur place REDEN Solar (panneaux photovoltaïques).
La ZAC accueille aussi d'autres entreprises impliquées dans le secteur de l'énergie et/ou de l'écologie : Boalia (construction Basse Consommation), Maisolia (amélioration énergétique de l'habitat), Sun Valley 2 (production d'électricité), une serre maraîchère, etc.

## Personnalités liées à la commune
Françounett0 ("Françounette"), surnom d'une authentique et belle jeune fille de Roquefort dont l'histoire a été racontée par le poète-perruquier agenais Jasmin. La jalousie ordinaire et l'obscurantisme disaient que son mari ne survivrait pas à la nuit de noces. Françounette, seule, en souffrait beaucoup sous les invectives et la raillerie. Un jeune homme, touché par sa personnalité, l'épousa toutefois, survécut évidemment et permit d'en terminer avec cette terrible superstition.

### Héraldique
| Blason de Roquefort | Blason  | Écartelé : aux 1er et 4e d'azur à la fasce d'or accompagnée, en chef, de deux coquilles du même et, en pointe, d'un croissant d'argent, aux 2e et 3e d'azur au chevronel d'or accompagné en pointe d'une salamandre d'argent, couchée dans son brasier d'or, et surmontée d'un soleil du même. Devise / Cri"Virtutem fortuna" |
| Blason de Roquefort | Détails | Reprise des armes des De Secondat, barons de Montesquieu et de Roquefort, avec l'accord de cette famille. Officiel, blason adopté en 2013. |

## Galerie

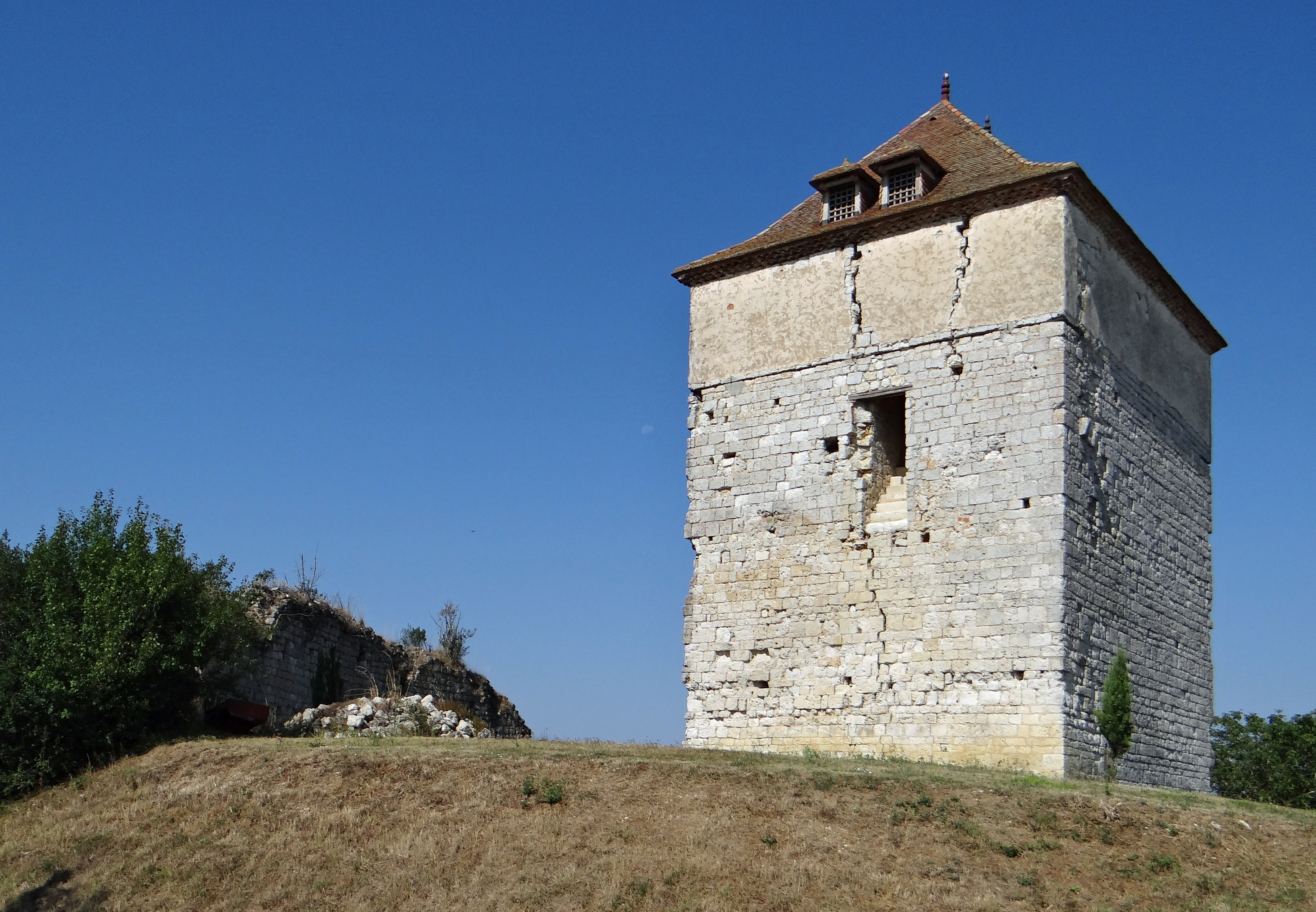
Donjon du château de Roquefort.
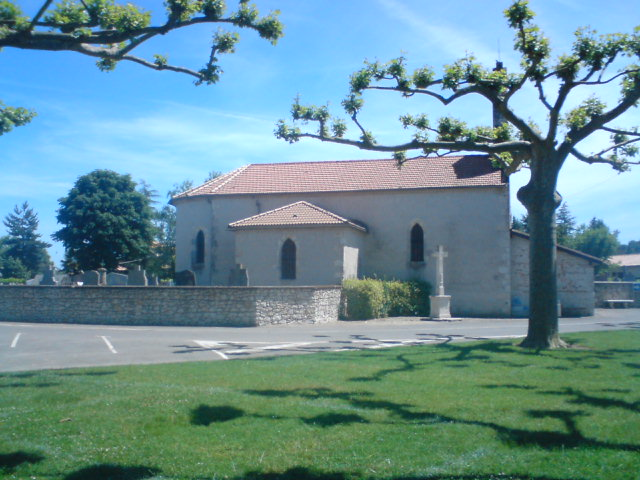
Église.
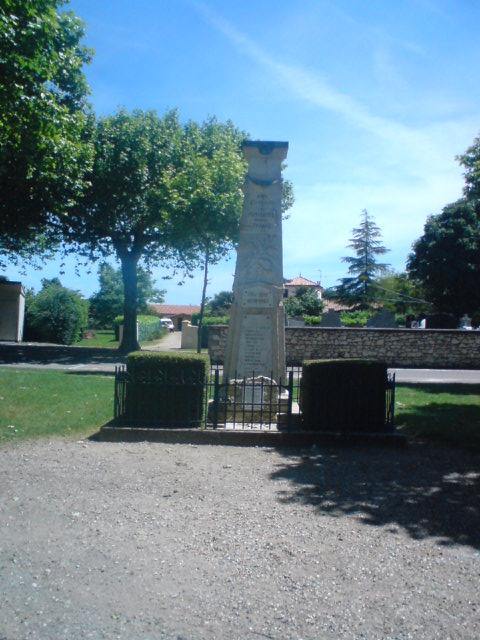
Monument aux morts.

Vue à 360° du placié du Général-de-Gaulle.